# Leopold I của Thánh chế La Mã
Leopold I (Tiếng Đức: Leopold Ignaz Joseph Balthasar Franz Felician; Tiếng Hungary: I. Lipót; 9 tháng 6 năm 1640 - 5 tháng 5 năm 1705) là Hoàng đế La Mã Thần thánh, Vua của Hungary, Croatia và Bohemia. Ông là con trai thứ hai của Ferdinand III, Hoàng đế La Mã Thần thánh, với người vợ đầu tiên của ông, Maria Anna của Tây Ban Nha, Leopold trở thành người thừa kế vào năm 1654, sau cái chết của anh trai Ferdinand IV. Được bầu chọn vào năm 1658, Leopold cai trị Đế chế La Mã Thần thánh cho đến khi ông qua đời vào năm 1705, trở thành hoàng đế Habsburg cầm quyền lâu thứ hai (46 năm 9 tháng). Ông vừa là một nhà soạn nhạc vừa là người bảo trợ đáng kể cho âm nhạc.
Triều đại của Leopold được biết đến với các cuộc xung đột với Đế quốc Ottoman trong Đại chiến Thổ Nhĩ Kỳ (1683-1699) và sự cạnh tranh với Louis XIV của Pháp, một người anh em họ (đời đầu bên ngoại; đời thứ tư bên nội). Sau hơn một thập kỷ chinh chiến, Leopold đã chiến thắng ở phía Đông nhờ tài năng quân sự của Thân vương Eugene xứ Savoy. Theo Hiệp ước Karlowitz, Leopold đã cho khôi phục gần như toàn bộ Vương quốc Hungary, nơi đã nằm dưới quyền của Đế chế Ottoman sau Trận Mohács năm 1526.
Leopold đã tham gia ba cuộc chiến chống lại Vương quốc Pháp của Vương tộc Bourbon: Chiến tranh Pháp-Hà Lan, Chiến tranh Chín năm và Chiến tranh Kế vị Tây Ban Nha. Trong chiến tranh kế vị Tây Ban Nha, Leopold đã tìm cách trao cho con trai nhỏ của mình là Charles toàn bộ tài sản thừa kế của Tây Ban Nha, không quan tâm đến ý muốn của cựu hoàng quá cố Carlos II. Leopold bắt đầu một cuộc chiến tranh đã sớm nhấn chìm phần lớn châu Âu. Những năm đầu của cuộc chiến diễn ra khá suôn sẻ đối với Áo, với chiến thắng tại Schellenberg và Blenheim, nhưng chiến tranh sẽ kéo dài đến năm 1714, chín năm sau cái chết của Leopold, điều này hầu như không ảnh hưởng đến các quốc gia tham chiến. Khi hòa bình trở lại với Hiệp ước Rastatt, Áo không thể giành được chiến thắng như đã từng có từ cuộc chiến chống lại người Thổ Nhĩ Kỳ.

## Những năm đầu đời

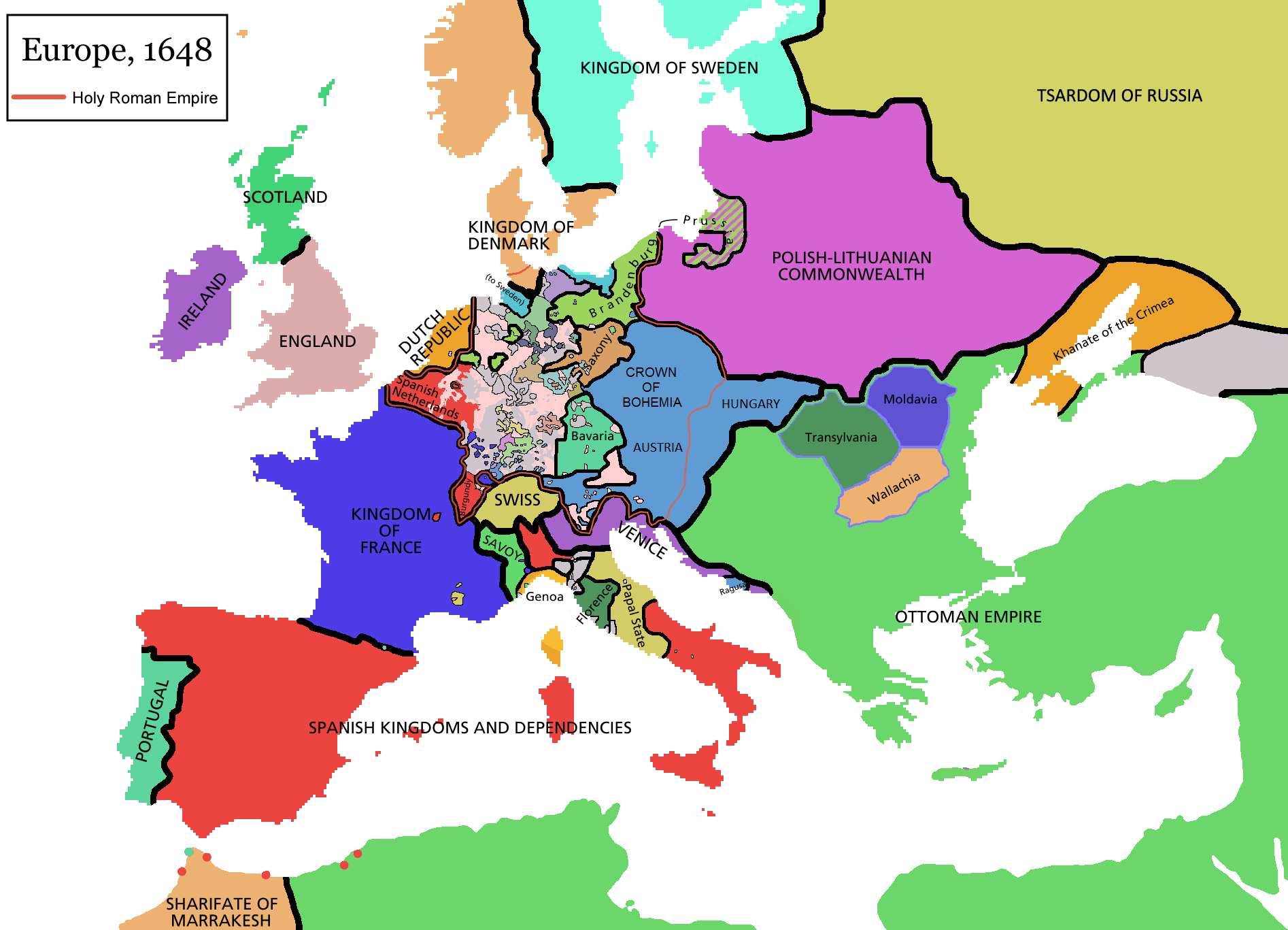
Châu Âu sau Hòa ước Westphalia năm 1648

Sinh ngày 9 tháng 6 năm 1640 tại Vienna, Đại công quốc Áo, Leopold nhận được chương trình giáo dục truyền thống về nghệ thuật tự do, lịch sử, văn học, khoa học tự nhiên và thiên văn học. Ông đặc biệt quan tâm đến âm nhạc, giống như cha ông là Hoàng đế Ferdinand III. Ngay từ khi còn nhỏ, Leopold đã tỏ ra có khuynh hướng học tập. Ông thông thạo tiếng Latinh, tiếng Ý, tiếng Đức, tiếng Pháp và tiếng Tây Ban Nha. Sau này tiếng Đức và tiếng Ý trở thành những ngôn ngữ được ưa chuộng nhất tại triều đình của ông.
Tương tự như vậy, ông đã được đào tạo toàn diện về tôn giáo, vì ban đầu ông đã được chọn để trở thành nhà cai trị ở các lãnh thổ Giáo phận vương quyền trong Đế chế La Mã Thần thánh, vì ông là con trai thứ 2, không có khả năng kế vị ngôi vị chính thống của Nhà Habsburg. Tuy nhiên, kế hoạch này đã bị hủy bỏ sau cái chết của anh trai ông, Ferdinand IV vào năm 1654, Leopold trở thành người thừa kế hàng đầu của Nhà Habsburg. Tuy nhiên, nền giáo dục nặng về thần học Công giáo đã có tác động rõ ràng đến Leopold, và vì thế ông vẫn chịu sự tác động của nền giáo dục giáo sĩ và ảnh hưởng của Dòng Tên trong suốt cuộc đời của mình. Đối với một vị vua, ông là người có hiểu biết lạ thường về thần học, siêu hình học, luật học và khoa học. Ông cũng duy trì mối quan tâm của mình đối với chiêm tinh học và giả kim thuật mà ông đã phát triển dưới sự hướng dẫn của các gia sư Dòng Tên. Là một người bị ảnh hưởng sâu bởi tôn giáo, Leopold đã nhân cách hóa pietas Austriaca, hay còn gọi là thái độ Công giáo trung thành của người Nhà Habsburg. Mặt khác, lòng mộ đạo và sự giáo dục của ông có thể đã gây ra trong ông một chủ nghĩa định mệnh khiến ông từ chối mọi thỏa hiệp đối với các câu hỏi về giáo phái, vốn không phải lúc nào cũng được coi là một đặc điểm tích cực của một người cai trị.
Leopold được cho là có các thuộc tính thể chất điển hình của Hàm Habsburg (hàm hô/Prognathism), chẳng hạn như hàm dưới đưa ra quá nhiều so với hàm trên. Ngắn, gầy và ốm yếu, Leopold lạnh lùng và dè dặt trước công chúng cũng như xã hội. Tuy nhiên, ông cũng được cho là đã cởi mở với các cộng sự thân thiết. Nhà sử học William Coxe đã mô tả Leopold như sau: "Dáng đi của ông ấy nghiêm nghị, chậm rãi và có chủ ý; không khí trầm ngâm, cách xưng hô vụng về, cách cư xử thô lỗ, tính cách lạnh lùng và khoa trương." Spielman lập luận rằng sự nghiệp được mong đợi từ lâu của ông ấy trong Giáo hội khiến Leopold "sớm chấp nhận lòng sùng đạo Công giáo mãnh liệt mong đợi ở ông và cách cư xử nhẹ nhàng phù hợp với vai trò phụ trợ đơn thuần. Ông ấy trưởng thành mà không có tham vọng quân sự, đặc trưng của hầu hết các quốc vương cùng thời với ông. Ngay từ đầu, triều đại của ông đã mang tính phòng thủ và bảo thủ sâu sắc".
Được bầu làm vua của Hungary vào năm 1655, ông tiếp tục lên ngôi vua của Lãnh thổ vương quyền Bohemia và Croatia vào các năm 1656 và 1657. Vào tháng 7 năm 1658, hơn một năm sau cái chết của cha mình, Leopold được bầu làm Hoàng đế La Mã Thần thánh tại Frankfurt để đối lập với Hồng y Mazarin người Pháp, người đã tìm cách đặt Vương miện Hoàng gia lên đầu của Tuyển đế hầu Ferdinand Maria của xứ Beyern hoặc một số vương công khác nằm ngoài vương quyền của Nhà Habsburg. Để hòa hợp Pháp, nước có ảnh hưởng đáng kể trong các vấn đề của Liên minh Rhine, vị Hoàng đế mới đắc cử đã hứa sẽ không trợ giúp Tây Ban Nha, sau đó gây chiến với Pháp. Điều này đánh dấu sự khởi đầu của một triều đại gần 47 năm được đặc trưng bởi sự cạnh tranh lâu dài với Pháp và vua của nước này, Louis XIV. Tính cách và quyền lực thống trị của những kẻ ẩn sau đã hoàn toàn lu mờ Leopold, thậm chí cho đến tận ngày nay. Mặc dù Leopold không đích thân chỉ huy quân đội của mình như Louis XIV, ông vẫn là một vị vua chiến binh vì phần lớn cuộc đời của ông hướng đến việc dàn xếp và tiến hành các cuộc chiến tranh.

## Chiến tranh phương Bắc lần II
Cuộc chiến đầu tiên của Leopold là Chiến tranh phương Bắc lần thứ hai (1655–1660), trong đó Vua Charles X của Thụy Điển cố gắng trở thành Vua của Ba Lan với sự trợ giúp của các đồng minh bao gồm György II Rákóczi, Thân vương xứ Transylvania. Người tiền nhiệm của Leopold là Ferdinand III, đã liên minh với Vua John II Casimir Vasa của Ba Lan vào năm 1656. Năm 1657, Leopold mở rộng liên minh này bao gồm cả quân đội Áo (do Ba Lan chi trả). Những đội quân này đã giúp đánh bại quân đội Transylvania, và tiến hành chiến dịch đến tận Đan Mạch. Chiến tranh kết thúc với Hiệp ước Oliwa năm 1660.

## Các cuộc chiến chống lại Đế chế Ottoman
Đế chế Ottoman thường can thiệp vào các công việc của Transylvania, luôn xem nó là một lãnh địa bất phục tùng, và sự can thiệp này đã dẫn đến một cuộc chiến tranh với Đế quốc La Mã Thần thánh, mà sau một số hoạt động phá huỷ văn hóa thực sự bắt đầu vào năm 1663. Bởi một lời kêu gọi cá nhân đối với Đại hội Đế chế tại Regensburg, Leopold đã gửi hỗ trợ cho chiến dịch; Quân đội Pháp cũng được gửi đến, và vào tháng 8 năm 1664, vị tướng vĩ đại của Đế quốc Raimondo Montecuccoli đã giành được một chiến thắng đáng chú ý tại Saint Gotthard. Bằng Hòa ước Vasvár, Hoàng đế đã đình chiến hai mươi năm với Sultan của Ottoman.

## Các cuộc chiến chống lại người Pháp

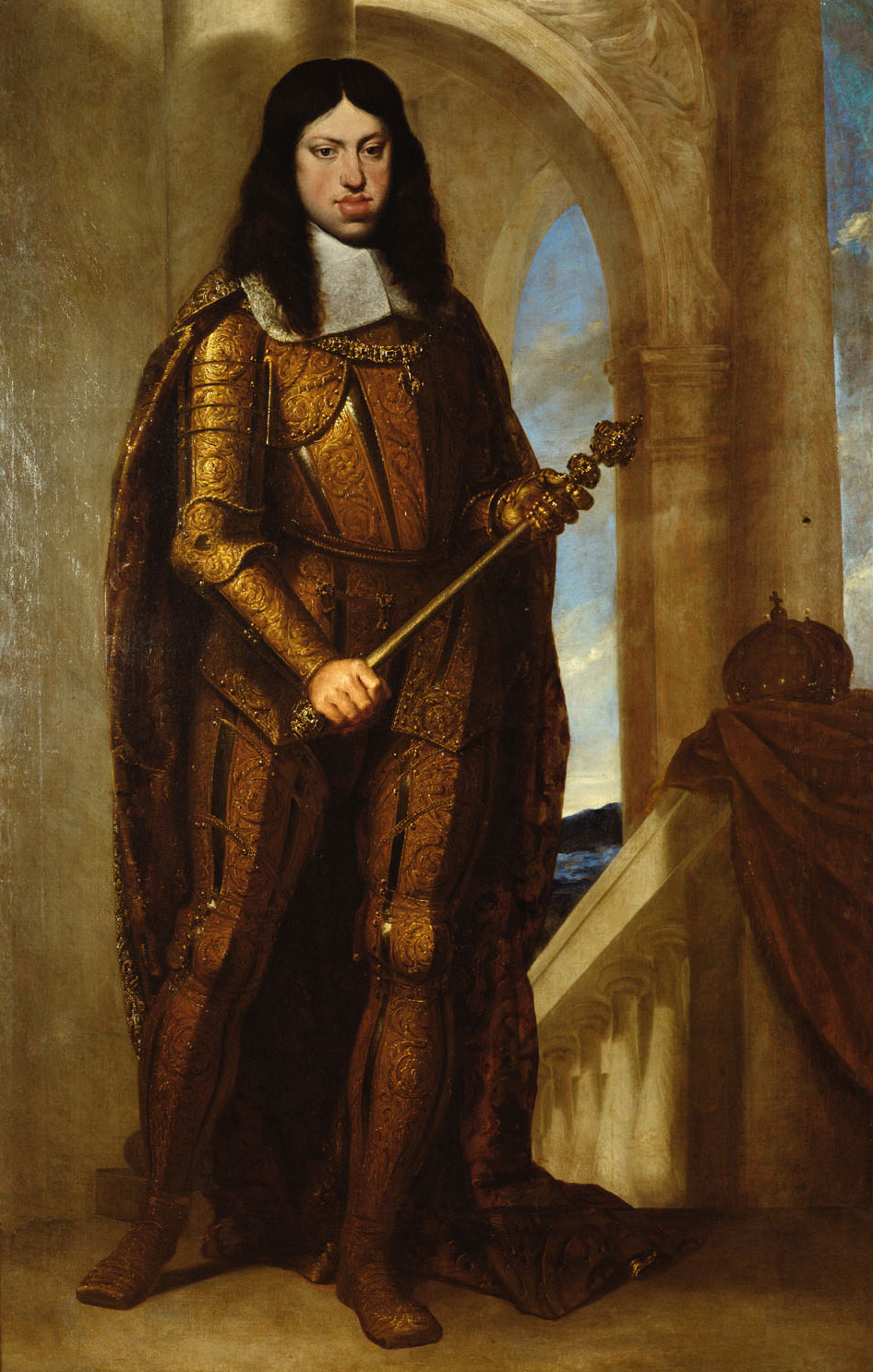
Leopold I, được vẽ bởi Guido Cagnacci (1657-1658)

Sự bành trướng của Pháp ngày càng đe dọa đến Đế quốc, đặc biệt là việc chiếm Công quốc Lorraine vào năm 1670, sau đó là Chiến tranh Pháp-Hà Lan năm 1672. Đến giữa tháng 6, Cộng hòa Hà Lan đứng trước bờ vực diệt vong, khiến Leopold đồng ý liên minh với Brandenburg-Phổ và Hà Lan vào ngày 25 tháng 6. Tuy nhiên, ông cũng đang cân nhắc về một cuộc nổi dậy ở Hungary và coi các cuộc chinh phạt của Pháp ở Rhineland là ưu tiên hàng đầu hơn là giúp đỡ người Hà Lan. Chỉ huy của ông, Raimondo Montecuccoli, được lệnh duy trì trong thế phòng thủ và tránh xung đột trực tiếp. Hậu cần hỗn loạn khiến việc duy trì quân đội trở nên khó khăn và Brandenburg rời khỏi cuộc chiến vào tháng 6 năm 1673 theo Hiệp ước Vossem. 
Một Liên minh 4 nước chống Pháp được thành lập vào tháng 8, bao gồm Cộng hòa Hà Lan, Tây Ban Nha, Hoàng đế Leopold và Công tước xứ Lorraine, trong khi vào tháng 5 năm 1674, Đại hội Đế chế tuyên bố đây là một cuộc chiến tranh Đế quốc. Hiệp ước Nijmegen năm 1678 thường được coi là một chiến thắng của Pháp, mặc dù Liên minh đã thành công trong việc hạn chế lợi ích của họ.
Gần như ngay sau khi hòa bình kết thúc, Louis XIV của Pháp tiếp tục các cuộc xâm lược của mình trên biên giới nước Đức thông qua Chính sách Reunion. Tham gia vào một cuộc đấu tranh ở quy mô lớn với Đế quốc Ottoman, hoàng đế lại chậm chạp trong việc di chuyển, và mặc dù ông tham gia Liên minh chống lại Pháp vào năm 1682, nhưng ông vui mừng thực hiện một thỏa thuận ngừng bắn tại Regensburg 2 năm sau đó. Năm 1686, Liên đoàn Augsburg được thành lập bởi hoàng đế và các Thân vương của đế chế, để bảo vệ các điều khoản của các Hòa ước Westphalia và của Nijmegen. Toàn bộ châu Âu giờ đây bị ràng buộc bởi các sự kiện ở Anh, và căng thẳng kéo dài cho đến năm 1688, khi William III xứ Orange giành được ngai vàng của Anh thông qua Cách mạng Vinh quang và Louis XIV xâm lược Đức. Vào tháng 5 năm 1689, Đại Liên minh được thành lập, bao gồm hoàng đế, các vị vua của Anh, Tây Ban Nha và Đan Mạch, Tuyển hầu xứ Brandenburg và những nhà cai trị khác, và một chiến tranh quyết liệt chống lại Pháp đã được tiến hành trên khắp gần như toàn bộ Tây Âu. Nhìn chung, một số chiến dịch đã thuận lợi cho các đồng minh, và vào tháng 9 năm 1697, Anh, Tây Ban Nha và Hà Lan đã hòa hoãn với Pháp tại Hòa ước Rijswijk.
Leopold từ chối đồng ý với hiệp ước, vì ông cho rằng các đồng minh của mình đã phần nào bỏ qua lợi ích của ông, nhưng trong tháng sau, ông đã đưa ra các điều khoản và một số nơi đã được chuyển từ Pháp sang Đức. Hòa bình với Pháp kéo dài khoảng 4 năm và sau đó châu Âu tham gia vào Chiến tranh Kế vị Tây Ban Nha. Vua của Tây Ban Nha, Charles II, là người Nhà Habsburg và có quan hệ hôn nhân với chi nhánh Habsburg ở Áo, trong khi một mối quan hệ tương tự đã ràng buộc ông với Hoàng gia Pháp của Nhà Bourbon. Nhà vua Tây Ban Nha ốm yếu và không có con, và các cường quốc châu Âu đã cố gắng dàn xếp cho một sự phân chia hòa bình trong vương quốc rộng lớn của ông ta. Leopold từ chối đồng ý với bất kỳ phân vùng nào, và vào tháng 11 năm 1700, Charles qua đời, để lại vương miện cho Philippe de France, Công tước Anjou, cháu trai của Louis XIV của Pháp, tất cả hy vọng về một nền hòa bình đã tan biến. Dưới sự hướng dẫn của William III, một liên minh hùng mạnh, một Liên minh lớn mới, được thành lập để chống lại Pháp; trong số này, hoàng đế là một thành viên nổi bật, và vào năm 1703, ông đã chuyển yêu sách của mình đòi hỏi về ngai vàng Tây Ban Nha cho con trai thứ hai của ông là Hoàng tử Charles. Diễn biến ban đầu của cuộc chiến không thuận lợi cho phe Đế quốc, nhưng làn sóng thất bại đã được đảo ngược bởi chiến thắng vĩ đại của Trận Blenheim trước khi Leopold qua đời vào ngày 5 tháng 5 năm 1705.

## Các vấn đề nội bộ

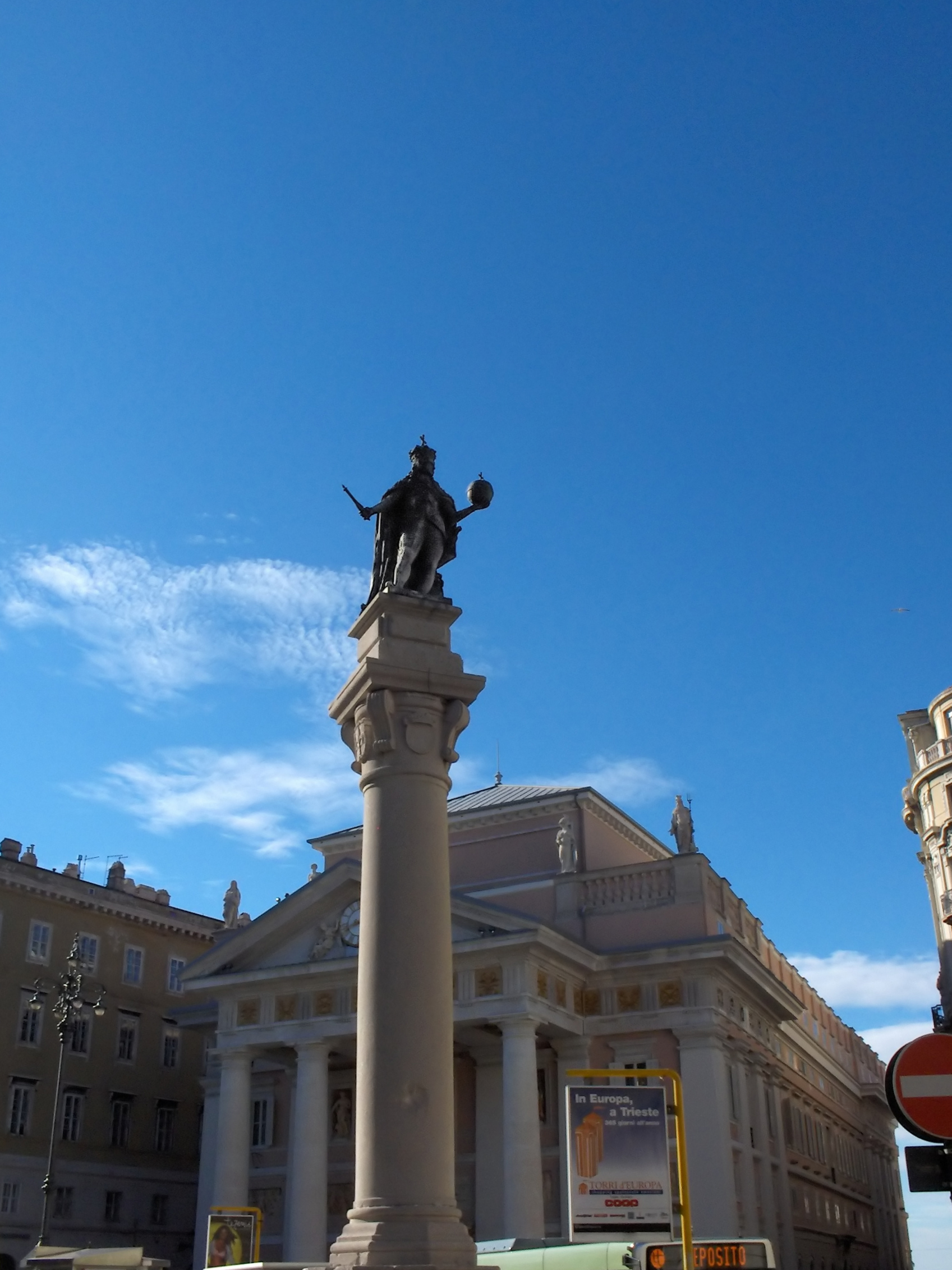
Cột Leopold I (1673) ở Trieste

Chính hoàng đế đã xác định các chủ trương chính trị. Johann Weikhard Auersperg bị lật đổ vào năm 1669 với tư cách là thủ tướng. Theo sau ông là Wenzel Eusebius Lobkowicz. Cả hai đã sắp xếp một số mối liên hệ với Pháp mà hoàng đế không hề hay biết. Năm 1674, Lobkowicz cũng bị loại bỏ.
Trong việc quản lý lãnh địa của mình, Leopold nhận thấy những khó khăn chính nằm ở Hungary, nơi mà tình trạng bất ổn bị gây ra một phần bởi mong muốn tiêu diệt Đạo Tin lành và một phần do cái gọi là Âm mưu Magnate. Sự gia tăng đã bị dập tắt vào năm 1671 và trong một số năm, Hungary đã bị đối xử rất nghiêm khắc. Năm 1681, sau một cuộc nổi dậy khác, một số bất bình đã được xóa bỏ và một chính sách ít đàn áp hơn đã được thông qua, nhưng điều này không ngăn cản được người Hungary nổi dậy một lần nữa. Đánh giá nguyên nhân của các cuộc nổi loạn, nhà vua đã gửi một đội quân khổng lồ vào Áo vào đầu năm 1683; nó tiến gần như không bị kiểm soát đến Vienna, nơi bị bao vây từ tháng 7 đến tháng 9, trong khi Leopold trú ẩn tại Passau. Nhận thấy mức độ nghiêm trọng của tình hình có phần chậm chạp, một số Thân vương Đức, trong số đó có các Tuyển hầu xứ Sachsen và Bayern, dẫn đội quân của họ đến Quân đội Hoàng gia, được chỉ huy bởi anh rể của hoàng đế, Charles, công tước xứ Lorraine, nhưng đồng minh đáng sợ nhất của Leopold là vua của Ba Lan, John III Sobieski, người vốn đã bị người Thổ Nhĩ Kỳ khiếp sợ. Các lực lượng Áo chiếm lâu đài Trebišov vào năm 1675, nhưng vào năm 1682 Imre Thököly đã chiếm được nó và sau đó chạy trốn khỏi các cuộc tấn công liên tục của quân Áo, vì vậy họ đã cho nổ tung lâu đài, khiến nó trở thành đống đổ nát. Họ chạy trốn khi được cho là quân nổi dậy Hungary dưới sự chỉ huy của Imre Thököly, hợp tác với người Thổ Nhĩ Kỳ, và cướp phá thành phố Bielsko vào năm 1682. Năm 1692, Leopold từ bỏ quyền sở hữu tài sản, trao quyền của mình bằng cách tặng cho Theresia Keglević.
Ông cũng trục xuất các cộng đồng Người Do Thái khỏi lãnh thổ của mình, ví dụ như cộng đồng Do Thái ở Viên, từng sống trong một khu vực được gọi là "Im Werd" bên kia kênh Danube. Sau khi người Do Thái bị trục xuất, với sự ủng hộ của dân chúng, khu vực này được đổi tên thành Leopoldstadt thay cho một lời tạ ơn Hoàng đế. Nhưng Frederick William I, Tuyển đế hầu xứ Brandenburg, đã ban hành một sắc lệnh vào năm 1677, trong đó ông tuyên bố sự bảo vệ đặc biệt của mình đối với 50 gia đình của những người Do Thái bị trục xuất này.

## Giành thắng lợi trước người Thổ ở Hungary

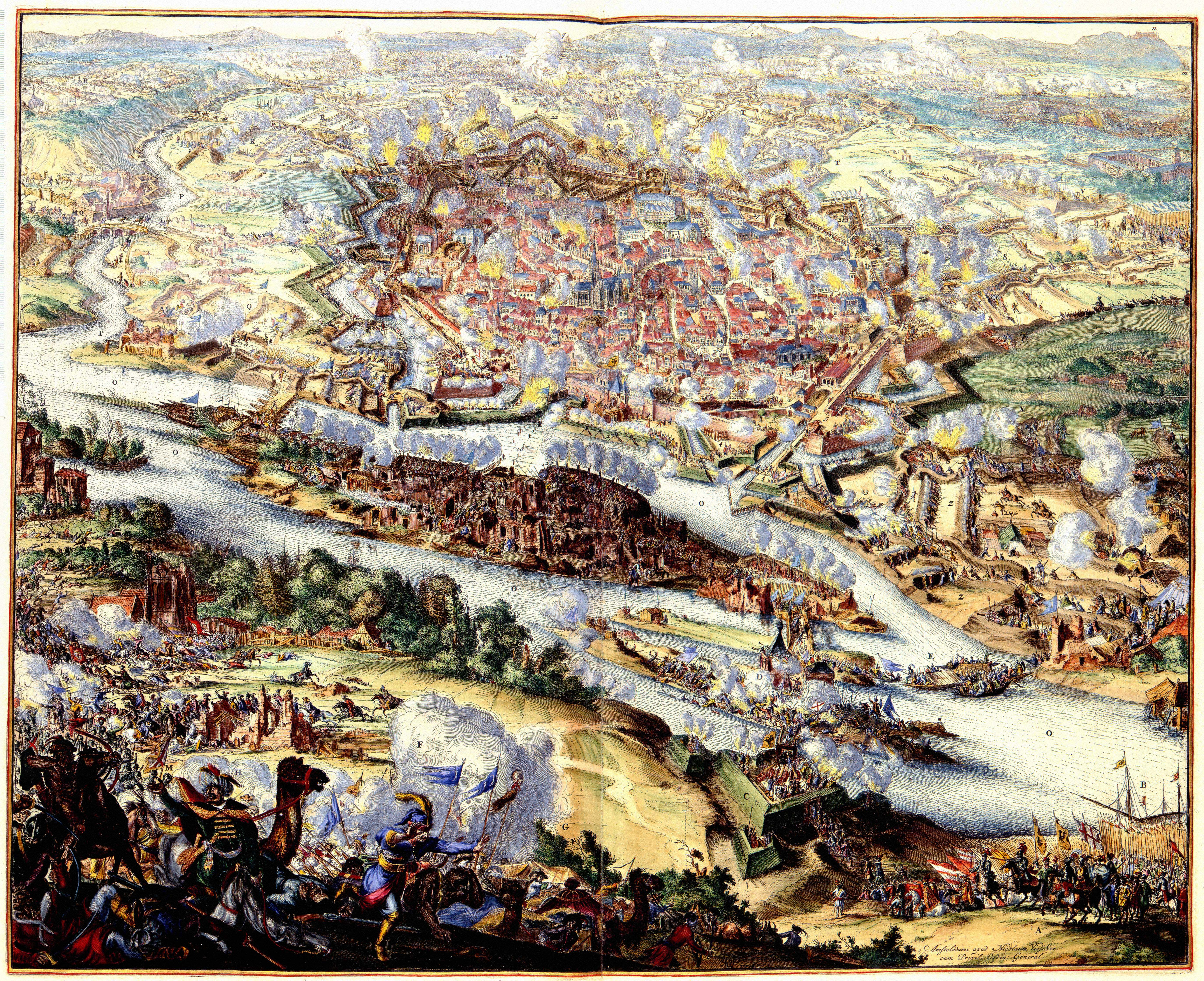
Trận Viên đánh dấu sự kết thúc lịch sử của Sự bành trướng của Đế chế Ottoman vào Châu Âu.

Vào ngày 12 tháng 9 năm 1683, quân đội đồng minh của Leopold đã đánh bại đại quân Thổ, và Vienna được cứu. Các lực lượng của đế quốc, trong đó có Thân vương Eugene xứ Savoy đang nhanh chóng trở nên nổi bật, tiếp nối chiến thắng với những nhân vật khác. Vào tháng 1 năm 1699, Sultan của Ottoman đã ký Hiệp ước Karlowitz theo đó ông ấy thừa nhận quyền chủ quyền của Nhà Habsburg trên gần như toàn bộ Hungary (bao gồm cả Người Serb ở Vojvodina). Khi lực lượng Habsburg rút lui, họ đã đưa theo 37.000 gia đình Serb dưới quyền của Thượng phụ Arsenije III Čarnojević của Tòa Thượng phụ Serbia tại Peć. Năm 1690 và 1691 Hoàng đế Leopold I đã thông qua một số sắc lệnh (Đặc quyền) quyền tự trị của người Serb trong Đế chế của ông, và những điều này đã tồn tại và phát triển trong hơn hai thế kỷ cho đến khi nó bị bãi bỏ vào năm 1912. Tuy nhiên, trước khi kết thúc chiến tranh, Leopold đã thực hiện các biện pháp để củng cố đất nước của mình. Năm 1687, Nghị viện Hungary ở Pressburg (nay là Bratislava) đã thay đổi hiến pháp, quyền của người Nhà Habsburg kế vị ngai vàng mà không cần bầu cử đã được thừa nhận và con trai cả của hoàng đế là Joseph I lên ngôi vua cha truyền con nối của Hungary.